# Adalgiselo
Adalgiselo o Adalgiso (Adalgyselus ducis in latino volgare), (fl. VII secolo) fu un duca franco e maestro di palazzo d'Austrasia dal 634 al 639.

## Biografia
Fu nominato maestro di palazzo tra il dicembre 633 e il gennaio 634 nello stesso momento in cui Sigeberto III fu nominato re d'Austrasia. Con l'aiuto di Cuniberto, vescovo di Colonia, fece da reggente del giovane re. Adalgiselo, Cuniberto e Sigeberto erano stati nominati da Dagoberto I. Appare anche nel 634 come testimone del testamento di Adalgiselo Grimo, diacono di Verdun, probabilmente suo zio. Questa filiazione lo renderebbe un cugino relativamente vicino ai primi Arnolfingi e Pipinidi.
Alla morte di Dagoberto I nel 639, Sigeberto III nominò Pipino di Landen maestro di palazzo, e alla morte di quest'ultimo nel 640, nominò Ottone suo tutore. Intorno al 643, Radulfo, nominato duca di Turingia da Dagoberto nel 633, si ribellò. Adalgiselo e Grimoaldo I guidarono l'esercito contro il ribelle, ma le loro truppe vennero sconfitte e furono costretti a concentrano le loro truppe per proteggere la vita del giovane re. Successivamente, Sigeberto fece uccidere Ottone per nominare Grimoaldo come maestro di palazzo, ma il destino di Adalgiselo è sconosciuto.
Secondo la cronaca di Fredegario, Adalgiselo sarebbe morto nella battaglia contro Radulfo. Un Adalgiselo è citato in diversi atti successivi, nel 644 in una donazione del re Sigeberto, in un'altra donazione del re a favore delle abbazie di Stavelot e Malmédy; tuttavia è difficile dire se sia lo stesso o un omonimo.

## Famiglia e figli
Probabilmente egli ebbe come figli:
- Bodogisel (o Bobo), che accompagnò il padre nella spedizione contro Radulfo, viene poi citato come nobilissimus vir nel 693 e 702;
- Ragenfrido, domesticus nel 694.